# Josef Jahrmann
Josef Jahrmann (Spitz, 26 de setembro de 1947) é um político da Baixa Áustria. Atualmente, é o burgomestre de Loosdorf. É também deputado no landtag da Baixa Áustria desde 1998.